# إريك براون (رباع)
إريك براون (بالإنجليزية: Eric Brown)‏ هو رباع أمريكي، ولد في 27 أبريل 1969.

## وصلات خارجية
- اريك براون على موقع مشروع نتائج رفع الأثقال الدولية (الإنجليزية)
- اريك براون على موقع أوليمبيديا (الإنجليزية)